# Natrijev acetat
Natrijev acetat (CH3COONa x 3H2O, C2H3NaO2, natrijev etanoat) je sol octene kiseline koja u vodi potpuno disocira i jedan je od poznatijih organskih spojeva natrija.
To su kristali bez boje i mirisa, lako topljivi u vodi. Talište mu je 324.0 °C, a topljivost 46,4 g u 100 mL H2O (20 °C).

## Dobivanje
Miješanjem otopina octene kiseline i natrijevog acetata nastaje acetatni pufer. Budući da je octena kiselina slaba kiselina, koncentracija acetatnih iona u otopini vrlo je mala.  
Za laboratorijsku upotrebu, natrijev acetat je jeftin i lako ga je napraviti. Reakcijom octene kiseline (ocat)  s natrijevim karbonatom (soda za pranje), natrijevim bikarbonatom (soda bikarbona) ili natrijevim hidroksidom (lužina ili kaustična soda) nastaju natrijev acetat i voda. Kada se kao reaktant koristi spoj koji sadrži natrijev i karbonatni ion, karbonatni anion iz natrijevog bikarbonata ili karbonata, reagira s vodikom iz karboksilne skupine (-COOH) u octenoj kiselini, tvoreći ugljičnu kiselinu. Ugljična kiselina se u normalnim uvjetima lako raspada u plinoviti ugljikov dioksid i vodu. To je reakcija koja se odvija u "vulkanu" koji nastaje kada se spoje soda bikarbona i ocat.  

## Uporaba
U kemijskoj industriji je međuproizvod pri proizvodnji mnogih kemikalija. Upotrebljava se u bojadisarstvu, u kožarstvu kod čišćenja i bojanja kože, industriji kaučuka, tekstilnoj industriji, pri galvanizaciji, za konzerviranje mesa, itd.

## Reakcije
Natrijev acetat se može koristiti za formiranje estera s alkil halidom kao što je bromoetan :
CH3COONa + BrCH2CH3→ CH3COOCH2CH3 + NaBr
Natrijev acetat podvrgava se dekarboksilaciji u metan (CH4) pod prisilnim uvjetima (piroliza u prisutnosti natrijevog hidroksida):
CH3COONa + NaOH → CH4+ Na2CO2
Kalcijev oksid je tipični katalizator koji se koristi za ovu reakciju. Cezijeve soli također kataliziraju ovu reakciju.